# أينشتاين كريستيانسن
أينشتاين كريستيانسن (بالنرويجية البوكمول: Øistein Kristiansen)‏ هو رسام كارتون ورسام توضيحي نرويجي، ولد في 12 سبتمبر 1965 في Greåker ‏ في النرويج.